# Jiří IV.
Jiří IV. (12. srpen 1762 Londýn – 26. červen 1830 Windsor) byl panovník Spojeného království Velké Británie a Irska a Hannoveru od smrti svého otce Jiřího III. 29. ledna 1820 do své smrti. Od roku 1811 až do nástupu na trůn, v době kdy jeho otec upadl do stavu nepříčetnosti, vládl jako princ regent.
Jiří je připomínán především pro svůj extravagantní životní styl. Roku 1797 dosáhl tělesné hmotnosti přes 111 kg a roku 1824 používal korzet vyrobený pro obvod pasu 127 cm. Byl patronem nového životního stylu. Johna Nashe pověřil stavbou královského pavilónu v Brightonu a přestavbou Buckinghamského paláce a Jeffryho Wyatvilleho rekonstrukcí Windsorského hradu. Byl také iniciátorem vzniku Národní galerie a King's College v Londýně.
Po větší část jeho regentství a vlády byl předsedou vlády Robert Jenkinson. I když Jiří vojensky nezasahoval do průběhu napoleonských válek, pokoušel se do nich politicky zasahovat. Vzdoroval emancipaci katolíků a navrhl nepopulární zákon, kterým chtěl dosáhnout rozvodu se svou nenáviděnou ženou Karolinou Brunšvickou.

## Mládí
Narodil se 12. srpna 1762 v St James's Palace. Jako nejstaršímu synu panovníka mu byl krátce po narození udělen titul prince z Walesu. Byl talentovaným studentem a rychle se naučil mluvit francouzsky, německy a italsky.
Roku 1783 dosáhl Jiří 21 let, od parlamentu obdržel 60 000 liber a od svého otce pravidelný příjem 50 000 liber ročně. Zařídil si svou rezidenci v Carlton House a vedl rozmařilý život. To vedlo k rozporům mezi ním a jeho konzervativním otcem, který očekával od svého dědice chování jednak skromnější, jednak odpovědnější.

## Manželství a dcera
Princ Jiří se totiž ve svých 21 letech zamiloval do o šest let starší, dvakrát ovdovělé katoličky Marie Anny Fitzherbert; sňatek s ní mu byl ovšem podle Act of Settlement z roku 1701 zapovězen pod hrozbou ztráty nároku na trůn. Jiří podle jiného nařízení, Royal Marriages Act z roku 1772, potřeboval ke sňatku souhlas krále, který mu ho z pochopitelných důvodů nedal, Jiří se však s ní přesto – tajně a bez souhlasu krále – 15. prosince roku 1785 oženil, podle výše uvedeného zákona však sňatek byl neplatný, paní Fitzherbert však věřila, že je legitimní, pokládaje zákony katolické církve za nadřazené zákonům státu a anglikánské církve. Z politických důvodů byl sňatek utajen. Nákladný způsob života prince Jiřího vedl nicméně k postupnému enormnímu narůstání jeho dluhů, jejich placení řešil několikrát parlament. Nakonec se král Jiří III. rozhodl mu pomoci, ovšem pouze pod podmínkou, že se ožení podle práva. Za nevěstu mu byla vybrána jeho sestřenice Karolina Brunšvická, dcera Karla Viléma Ferdinanda, vévody brunšvicko-wolfenbüttelského a jeho manželky Augusty Frederiky, sestry krále Jiřího III.
Svatební obřad Karoliny a Jiřího se uskutečnil 8. dubna roku 1795 v St James's Palace v Londýně.
Manželství, k němuž byl ženich takto donucen, se zákonitě ukázalo jako fatálně nezdařilé a po celou dobu jeho trvání Jiří dával pocítit manželce svou nechuť, jež přerostla v nenávist. Stavěl se k ní negativně od počátku, již jako novomanžel označil Karolinu za nepřitažlivou ženu nedbající o hygienu a navíc ji podezíral, že v okamžiku svatby nebyla již panna. Karolina rovněž považovala Jiřího za málo atraktivního; když přesně za devět měsíců porodila dceru Šarlotu Augustu (7. ledna 1796), bylo narození malé princezny považováno za "zázračné", neboť jak vyplynulo z pozdější princovy korespondence, měl Jiří za společného života se svou manželkou pouze tři intimní kontakty. Jiří dítě od matky drasticky odtrhl několik dní po narození. Když měla Šarlota Augusta několik měsíců, její rodiče se formálně odloučili.

## Regentství

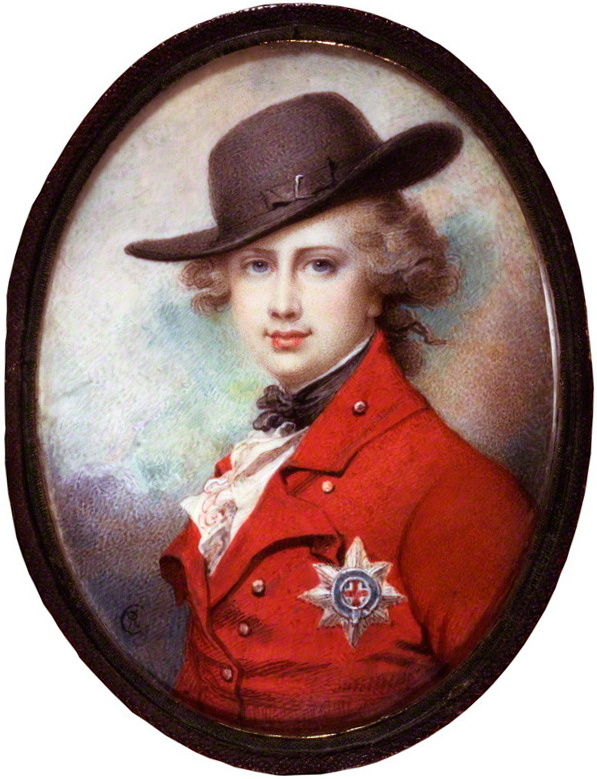
Jiřího portrét z roku 1780–82

Na konci roku 1810 byl Jiří III. po smrti své nejmladší dcery Amálie postižen záchvatem nemoci (v té době byla označována za šílenství, dnes se soudí, že šlo o projevy porfyrie, vážné metabolické poruchy). Parlament jmenoval komisi, která odsouhlasila přijetí zákona o regentství (Regency Act). Ten určil Jiřího IV. princem regentem a stanovil některá omezení jeho pravomocí jako regenta.
V počátku období jeho regentství se objevil jeden z největších politických konfliktů spojený s emancipací katolíků a snahou odstranit některá omezení pro členy katolické církve v politice. Toryové, vedení premiérem Spencerem Percevalem emancipaci katolíků odmítali, zatímco Whigové ji podporovali. Předpokládalo se, že Jiří bude podporovat Whigy, ale na radu své matky tak neučinil s vysvětlením, že tato změna by mohla zhoršit zdravotní stav jeho otce.
Spencer Perceval byl 10. května 1812 zavražděn. Jiří chtěl ponechat jeho ministry ve funkci a jmenovat nového předsedu vlády. Na nátlak parlamentu pověřil sestavením vlády, která by obsahovala zástupce obou stran, nejdříve markýze Wellesleye a poté markýze Hastingse. Oba neuspěli, protože žádná z politických stran nechtěla ustoupit a tak Jiří jmenoval předsedou vlády, která byla sestavena z Percevalových ministrů, lorda Liverpoola.
Antifrancouzská aliance porazila napoleonské vojsko roku 1814. Následný Vídeňský kongres ustanovil mimo jiné, že Hannoverské kurfiřtství bude povýšeno na království. Napoleon se vrátil roku 1815, ale byl v bitvě u Waterloo znovu poražen. V téže době byla ukončena bez jasného vítěze i britsko-americká válka.

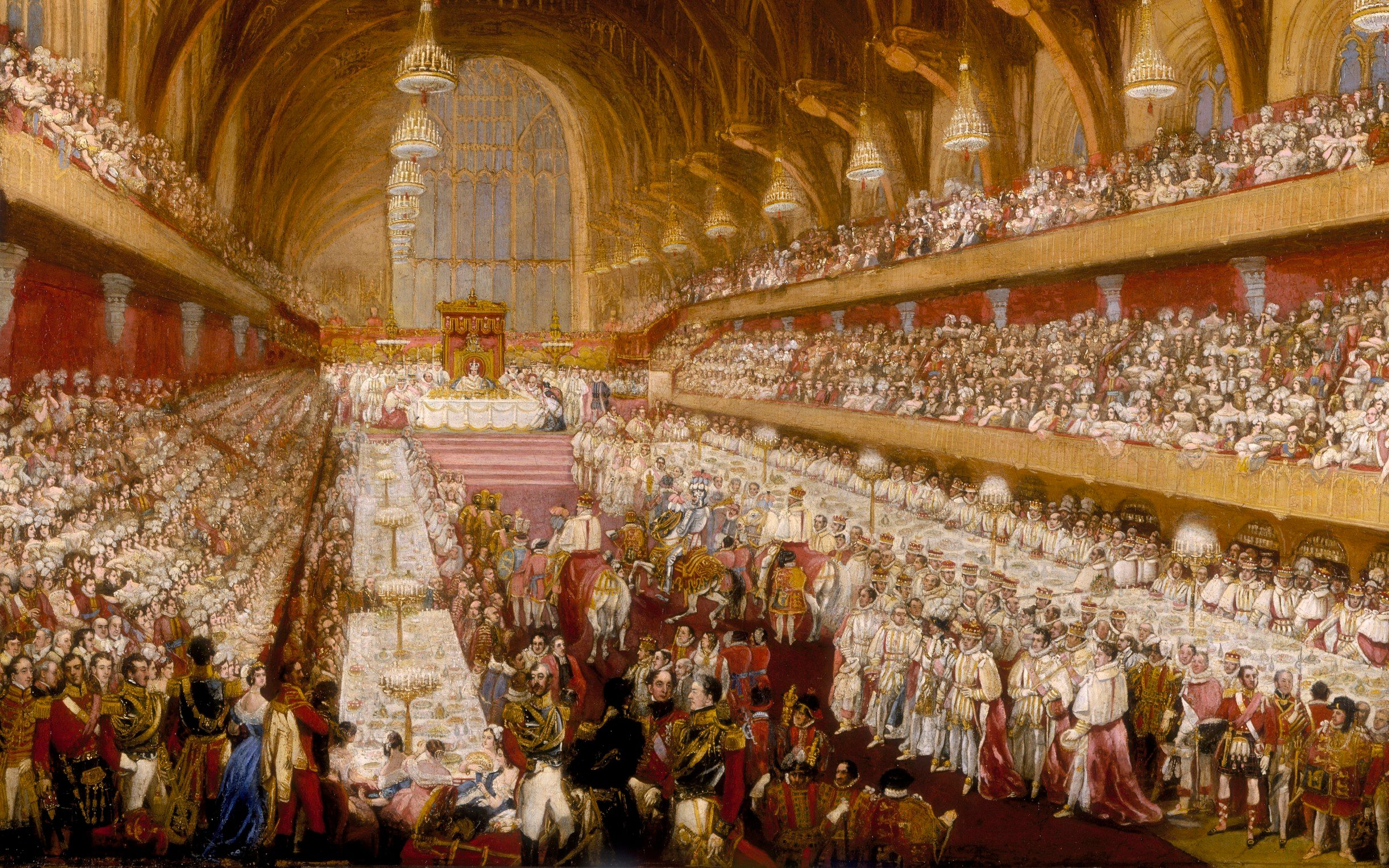
Korunovační oslava ve Westminster Hall

V té době se Jiří začal aktivně zajímat o styl a vkus a jeho společníci Beau Brummel a John Nash vytvořili regentský sloh. Nash vytvořil v Londýně Regent's Park a Regent Street. Jiřímu se zalíbila myšlenka přímořských lázní a nechal Nashe postavit v Brightonu královský pavilón inspirovaný indickým Tádž Mahalem.

## Vláda
Po smrti Jiřího III. roku 1820 se stal Jiří IV. jeho nástupcem. Jiřího vztahy s jeho manželkou byly velmi chladné. Odmítl ji přiznat práva manželky krále a její jméno bylo vynecháno i v knize obecných modliteb. Král se pokoušel dosáhnout jejich rozvodu, ale byl od toho svými přáteli zrazován, protože by vyšly najevo podrobnosti o jeho rozmařilém životě. Jiří se pokusil roku 1820 dosáhnout rozvodu návrhem zákona o pokutách a trestech, ve kterém navrhoval, aby parlament mohl uvalit trest bez projednání záležitosti před soudem. Pomocí tohoto zákona chtěl dosáhnout anulování svého sňatku. Tento zákon se ale setkal s velkým odporem u veřejnosti a byl z parlamentu stažen. Jiří se rozhodl Karolínu vyloučit z účasti na své korunovaci 19. června 1821. Tentýž den jeho manželka onemocněla a 7. srpna zemřela.
Větší část pozdního období své vlády strávil v odloučení na hradu Windsor, ale stále se snažil zasahovat do politiky. Zpočátku se zdálo, že bude podporovat emancipaci katolíků, když navrhl zákon o emancipaci katolíků v Irsku. Jeho protikatolické názory vyšly najevo, když uvítal neúspěch přijetí zákona o jejich emancipaci roku 1813 a když se veřejně vyjádřil proti katolíkům roku 1824. Po velkých politických sporech byl nakonec zákon o emancipaci katolíků přijat roku 1829.

## Pozdní období
Jeho záliba ve velkých hostinách a pití velkého množství alkoholu mělo vliv na jeho zdraví a otylost. Pokud se výjimečně objevil na veřejnosti, byl pro svou tloušťku terčem posměchu. Zemřel v časných ranních hodinách 26. června 1830 na windsorském hradu, kde byl také v kapli svatého Jiří pohřben.

## Následnictví
Nefunkční manželství Jiřího IV. znamenalo i ohrožení trvání dynastie. Jeho jediná legitimní dcera Šarlota Augusta zemřela roku 1817 po porodu mrtvého dítěte. Její smrt vyvolala obrovský národní smutek (bývá srovnáván se smutkem po smrti princezny Diany v roce 1997). Šarlota Augusta byla jediná zákonitá dcera waleského prince a po její smrti Jiří IV. pozbyl naděje na zákonité potomky a tedy následníky v přímé linii. Král Jiří III., její děd, neměl kromě ní jiných legitimních vnuků, přestože měl 12 dospělých dětí – další synové krále Jiřího III. totiž neměli děti nebo byli svobodní nebo jejich děti nebyly za legitimní uznány:
Frederik August, vévoda z Yorku, další v nástupnické linii, se rozvedl se svou ženou po 27 letech bezdětného manželství. Proto tři synové Jiřího III., Vilém, vévoda Clarence (pozdější král Vilém IV.), Adolf Frederik, vévoda z Cambridge a Eduard August, vévoda z Kentu uzavřeli rychle manželství se záměrem zplodit tolik vytouženého následníka trůnu. Další dva bratři, Ernst August, vévoda Cumberladu, a August Frederik, vévoda Sussexu, již sice byli ženatí, bohužel v tomto okamžiku vévoda z Cumberlandu měl dvě mrtvě narozené dcery, zatímco děti vévody ze Sussexu byly vyloučeny z následnictví, neboť manželství jejich rodičů, uzavřené bez králova souhlasu, bylo jako takové podle Royal Marriages Act 1772 neplatné.
Pro záchranu dynastie se v roce 1818 ve věku 50 let oženil i vévoda z Kentu, a to s princeznou Viktorií z dynastie Sachsen-Coburg-Saalfeldské. Z manželství se o rok později, 24. května roku 1819 narodila dcera, princezna Viktorie z Kentu, budoucí královna Viktorie.
Jiří IV. zemřel ve věku 68 let 26. června 1830 ve Windsoru. Vzhledem k tomu že jeho mladší bratr princ Frederik, druhý syn Jiřího III., zemřel již roku 1827, nastoupil po smrti Jiřího IV. na britský trůn jeho další bratr, třetí syn Jiřího III., princ Vilém, vévoda z Clarence, který vládl jako Vilém IV. Po jeho smrti se královnou stala Viktorie, jediná dcera čtvrtého syna Jiřího III. Eduarda.

## Vývod z předků
|          |                                                  |  |                                |                                                  |  |  |  |  |  |  |  | Jiří I. |
|          |                                                  |  |                                |                                                  |  |  |  |  |  |  |  |         |
|          | Jiří II.                                         |  |                                |                                                  |  |  |  |  |  |  |  |         |
|          |                                                  |  |                                |                                                  |  |  |  |  |  |  |  |         |
|          |                                                  |  |                                | Žofie Dorotea z Celle                            |  |  |  |  |  |  |  |         |
|          |                                                  |  |                                |                                                  |  |  |  |  |  |  |  |         |
|          | Frederik Ludvík Hannoverský                      |  |                                |                                                  |  |  |  |  |  |  |  |         |
|          |                                                  |  |                                |                                                  |  |  |  |  |  |  |  |         |
|          |                                                  |  |                                | Jan Fridrich Braniborsko-Ansbašský               |  |  |  |  |  |  |  |         |
|          |                                                  |  |                                |                                                  |  |  |  |  |  |  |  |         |
|          | Karolina z Ansbachu                              |  |                                |                                                  |  |  |  |  |  |  |  |         |
|          |                                                  |  |                                |                                                  |  |  |  |  |  |  |  |         |
|          |                                                  |  |                                | Eleonora Sasko-Eisenašská                        |  |  |  |  |  |  |  |         |
|          |                                                  |  |                                |                                                  |  |  |  |  |  |  |  |         |
|          | Jiří III.                                        |  |                                |                                                  |  |  |  |  |  |  |  |         |
|          |                                                  |  |                                |                                                  |  |  |  |  |  |  |  |         |
|          |                                                  |  |                                | Fridrich I. Sasko-Gothajsko-Altenburský          |  |  |  |  |  |  |  |         |
|          |                                                  |  |                                |                                                  |  |  |  |  |  |  |  |         |
|          | Fridrich II. Sasko-Gothajsko-Altenburský         |  |                                |                                                  |  |  |  |  |  |  |  |         |
|          |                                                  |  |                                |                                                  |  |  |  |  |  |  |  |         |
|          |                                                  |  |                                | Magdalena Sibyla Sasko-Weissenfelská             |  |  |  |  |  |  |  |         |
|          |                                                  |  |                                |                                                  |  |  |  |  |  |  |  |         |
|          | Augusta Sasko-Gothajská                          |  |                                |                                                  |  |  |  |  |  |  |  |         |
|          |                                                  |  |                                |                                                  |  |  |  |  |  |  |  |         |
|          |                                                  |  |                                | Karel Anhaltsko-Zerbstský                        |  |  |  |  |  |  |  |         |
|          |                                                  |  |                                |                                                  |  |  |  |  |  |  |  |         |
|          | Magdalena Augusta Anhaltsko-Zerbstská            |  |                                |                                                  |  |  |  |  |  |  |  |         |
|          |                                                  |  |                                |                                                  |  |  |  |  |  |  |  |         |
|          |                                                  |  |                                | Žofie Sasko-Weissenfelská                        |  |  |  |  |  |  |  |         |
|          |                                                  |  |                                |                                                  |  |  |  |  |  |  |  |         |
| Jiří IV. |                                                  |  |                                |                                                  |  |  |  |  |  |  |  |         |
|          |                                                  |  |                                |                                                  |  |  |  |  |  |  |  |         |
|          |                                                  |  | Adolf Fridrich I. Meklenburský |                                                  |  |  |  |  |  |  |  |         |
|          |                                                  |  |                                |                                                  |  |  |  |  |  |  |  |         |
|          | Adolf Fridrich II. Meklenbursko-Střelický        |  |                                |                                                  |  |  |  |  |  |  |  |         |
|          |                                                  |  |                                |                                                  |  |  |  |  |  |  |  |         |
|          |                                                  |  |                                | Marie Kateřina Brunšvicko-Dannenberská           |  |  |  |  |  |  |  |         |
|          |                                                  |  |                                |                                                  |  |  |  |  |  |  |  |         |
|          | Karel Ludvík Fridrich Meklenbursko-Střelický     |  |                                |                                                  |  |  |  |  |  |  |  |         |
|          |                                                  |  |                                |                                                  |  |  |  |  |  |  |  |         |
|          |                                                  |  |                                | Kristián Vilém I. Schwarzbursko-Sondershausenský |  |  |  |  |  |  |  |         |
|          |                                                  |  |                                |                                                  |  |  |  |  |  |  |  |         |
|          | Christiana Emilie Schwarzbursko-Sondershausenská |  |                                |                                                  |  |  |  |  |  |  |  |         |
|          |                                                  |  |                                |                                                  |  |  |  |  |  |  |  |         |
|          |                                                  |  |                                | Antonie Sibyla Barby-Mühlingenská                |  |  |  |  |  |  |  |         |
|          |                                                  |  |                                |                                                  |  |  |  |  |  |  |  |         |
|          | Šarlota Meklenbursko-Střelická                   |  |                                |                                                  |  |  |  |  |  |  |  |         |
|          |                                                  |  |                                |                                                  |  |  |  |  |  |  |  |         |
|          |                                                  |  |                                | Arnošt Sasko-Hildburghausenský                   |  |  |  |  |  |  |  |         |
|          |                                                  |  |                                |                                                  |  |  |  |  |  |  |  |         |
|          | Arnošt Fridrich I. Sasko-Hildburghausenský       |  |                                |                                                  |  |  |  |  |  |  |  |         |
|          |                                                  |  |                                |                                                  |  |  |  |  |  |  |  |         |
|          |                                                  |  |                                | Žofie Henrieta Waldecká                          |  |  |  |  |  |  |  |         |
|          |                                                  |  |                                |                                                  |  |  |  |  |  |  |  |         |
|          | Alžběta Sasko-Hildburghausenská                  |  |                                |                                                  |  |  |  |  |  |  |  |         |
|          |                                                  |  |                                |                                                  |  |  |  |  |  |  |  |         |
|          |                                                  |  |                                | Jiří Ludvík I. Erbašský                          |  |  |  |  |  |  |  |         |
|          |                                                  |  |                                |                                                  |  |  |  |  |  |  |  |         |
|          | Žofie Albertina z Erbachu                        |  |                                |                                                  |  |  |  |  |  |  |  |         |
|          |                                                  |  |                                |                                                  |  |  |  |  |  |  |  |         |
|          |                                                  |  |                                | Amálie Kateřina Waldecko-Eisenberská             |  |  |  |  |  |  |  |         |
|          |                                                  |  |                                |                                                  |  |  |  |  |  |  |  |         |